# Plastic Club
Plastic Club — художественная организация в Филадельфии, штат Пенсильвания, США.
Клуб был организован в 1897 году, является одним из старейших арт-клубов США. С 1991 года в состав клуба входят и мужчины.

## История
Организация была основана педагогом по искусству Эмили Сартен как художественный клуб для женщин, отчасти в ответ на деятельность Philadelphia Sketch Club — исключительно мужского художественного клуба. Первым президентом Plastic Club стала гравёр Бланш Диллай.

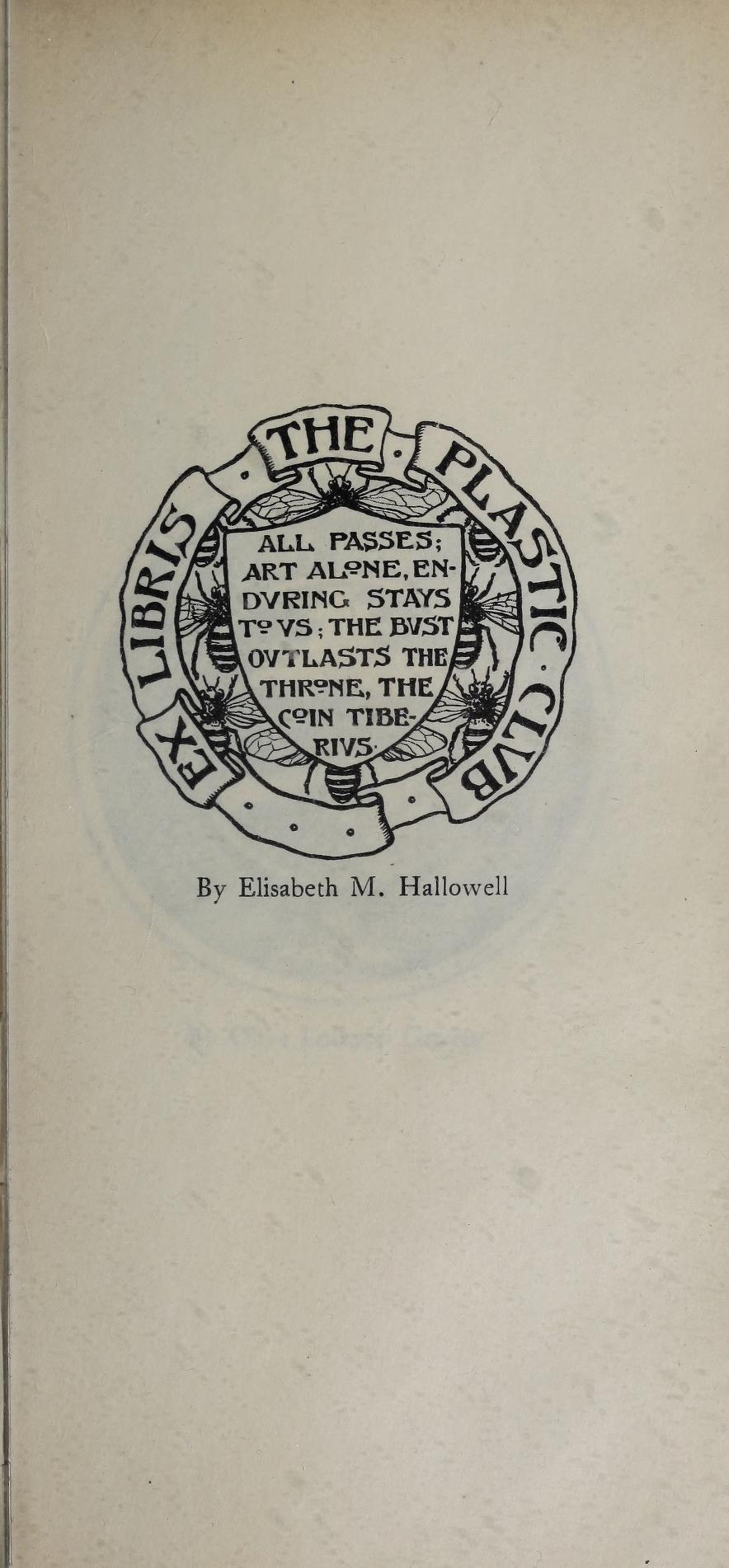
Эмблема клуба

Эмблема этого арт-клуба была разработана Элизабет Сондерс. Клуб предлагал уроки рисования, проводил светские мероприятия и выставки. Его ежегодный маскарад назывался «Rabbit».
В числе первых участников клуба были: Эленор Эбботт, Сесилия Бо, Элизабет Грин, Шарлотта Хардинг, Вайолет Окли, Джесси Смит и другие, многие из которых были ученицами Говарда Пайла. Осенью 1898 года состоялась выставка работ учениц Пайла, являвшихся членами Plastic Club.
В 1918 году арт-клуб участвовал в основании школы Philadelphia School of Occupational Therapy, что отражает связь между эрготерапией и Движением искусств и ремёсел в Соединённых Штатах между Гражданской войной и Первой мировой войной.
В 1991 году организация открыла своё членство для мужчин. Здание Plastic Club находится в Филадельфии по адресу: 247 South Camac Street, оно было внесено в Регистр исторических мест Филадельфии (Philadelphia Register of Historic Places) в 1962 году.
В числе известных в США членов клуба были: Эленор Эбботт, Сесилия Бо, Бланш Диллай, Беатрис Фентон, Элис Кент и другие.